# Галеви, Фроманталь
Жак Франсуа́ Фроманта́ль Эли́ Галеви́ (фр.  Jacques-François-Fromental-Élie Halévy; 27 мая 1799, Париж, Франция — 17 марта 1862, Ницца, Франция) — французский композитор, автор многих произведений, самое известное из которых — опера «Жидовка».

## Ранние годы
Галеви был сыном парижского кантора и учителя древнееврейского языка.
В возрасте девяти или десяти лет (сведения разнятся) Галеви поступил в Парижскую консерваторию. Там он стал учеником и впоследствии протеже Луиджи Керубини.
В 1819 году он получил Римскую премию за кантату «Эрминия», и в возрасте 20 лет оказался в центре внимания музыкального мира. В истории французской музыки он был одним из самых юных обладателей Римской премии.

## Дальнейшая деятельность
С 1816 года преподавал в Парижской консерватории, с 1827 года — профессор. Среди учеников — Шарль Гуно, Жорж Бизе, Камиль Сен-Санс, Антуан Мармонтель, Виктор Массе. В 1835 году у Галеви брал частные уроки композиции Жак Оффенбах. Галеви состоял педагогом-концертмейстером оперной труппы парижского «Театр Итальен», затем Парижской оперы. Член (с 1836) и постоянный секретарь (с 1854) Академии изящных искусств.
Умер в Ницце, оставив свою последнюю оперу, «Ной», незаконченной. Партитуру закончил его зять и ученик Жорж Бизе. Премьера состоялась через десять лет после смерти самого Бизе.

## Семья
- Отец — еврейский поэт и синагогальный кантор Эли Хальфон Галеви[англ.] (до 1807 года — Леви, 1760—1826), баварского происхождения. Мать, урождённая Жюли Мейер, была родом из-под Нанси.
- Брат — французский историк, драматург и публицист Леон Галеви[10] (1802—1883). С 1831 года был женат на Александрине Ле Бас, дочери известного архитектора Луи-Ипполита Ле Баса[англ.] (1782—1867).
  - Их сын — французский драматург и либреттист Людовик Галеви (1834—1908). Либреттист Жака Оффенбаха, автор либретто ко многим известным операм и опереттам[11], включая «Кармен» Жоржа Бизе.
    - Внуки — философ, историк и эссеист Эли Галеви, 1870—1937; историк и эссеист Даниэль Галеви[англ.], 1872—1962, друг и корреспондент Марселя Пруста; журналист Люсьен Анатоль Прево-Парадоль, 1829—1870.
- Жена (с 1842 года) — скульптор и коллекционер искусства Леони Галеви[фр.] (урождённая Ханна Леони Родригес-Хенрикес, 1820—1884), из состоятельной и влиятельной сефардской семьи (её отец, Исаак Родригес-Хенрикес, 1769—1836, был банкиром из дома «Авраам Родригес и сыновья» в Бордо; мать — Эстер Градис, также происходила из семейства банкиров в Бордо; её старшая сестра Эжени Фоа, 1796—1852, была известным литератором и детским автором).
- Дочь — Женевьев Галеви[англ.] (во втором браке с 1886 года — Женевьев Галеви Бизе Страус, 1849—1926) — с 1869 года была замужем за композитором Жоржем Бизе, а после его смерти содержала знаменитый салон на углу rue de Messine и Boulevard Haussmann.
  - Внук — Жак Бизе[англ.] (1872—1922), названный в честь деда, был близким другом, одноклассником и конфидантом Марселя Пруста.
- Дочь — Эстер Галеви (1843—1864) — музыкант.

## Произведения

### Оперы
Самая известная опера Галеви, «Жидовка» (фр. La Juive; впервые поставлена в Парижской опере в 1835 году), выдержана в полном соответствии с канонами большой оперы. Всего Галеви написал около сорока опер, в большинстве своём комических, среди которых:
- 30 января 1827, Опера-Комик — «Ремесленник[англ.]», комическая опера по либретто Анри де Сен-Жоржа (выдержала 14 представлений)
- 8 ноября 1827, Опера-Комик — «Король и паромщик[англ.]», одноактная комическая опера по либретто Анри де Сен-Жоржа (выдержала 13 представлений)
- 19 декабря 1828, Комеди-Итальен — «Клари[англ.]», трёхактная опера по либретто Пьетро Джанноне, главную партию исполнила Мария Малибран (выдержала 6 представлений)
- 7 ноября 1829, Опера-Комик — «Дилетант из Авиньона[англ.]», одноактная комическая опера по либретто Леона Галеви (выдержала 119 представлений)
- 12 марта либо 20 июня 1832, Опера Ле Пелетье — «Искушение[англ.]», пятиактная опера-балет по либретто Эдмона Каве[англ.] и Анри Дюпоншеля[англ.], балетные сцены композитора Казимира Жида[фр.], хореограф — Жан Коралли (выдержала 46 представлений, 60 раз давалась отдельными актами)
- 16 мая 1833, Опера-Комик, Зал де-ля-Бурс — «Людовик[англ.]», двухактная комическая опера Фердинана Герольда по либретто Анри де Сен-Жоржа, законченная Галеви (выдержала 70 представлений)
- 23 февраля 1835, Опера Ле Пелетье — «Жидовка», большая опера в пяти актах по либретто Эжена Скриба (имела большой успех)
- 16 декабря 1835, Опера-Комик, Зал де-ля-Бурс — «Молния[англ.]», трёхактная комическая опера по либретто Анри де Сен-Жоржа (имела большой успех)
- 5 марта 1838, Опера Ле Пелетье — «Гвидо и Джиневра, или Чума во Флоренции[англ.]», большая опера в пяти актах (урезана до 4-х при возобновлении 1840 года) по либретто Эжена Скриба
- 2 сентября 1839, Опера-Комик, Зал де-ля-Бурс — «Шериф[англ.]», трёхактная комическая опера по либретто Эжена Скриба на сюжет из Бальзака (выдержала 14 представлений)
- 22 декабря 1841, Опера Ле Пелетье — «Королева Кипра[англ.]» большая опера в пяти актах по либретто Анри де Сен-Жоржа, хореография Жозефа Мазилье
- 15 марта 1843, Опера Ле Пелетье — «Карл Шестой[англ.]» по либретто Жермена и Казимира Делавинь (возобновлялась несколько раз, выдержала 61 представление)
- 3 февраля 1846, Опера-Комик, Зал Фавар — «Мушкетёры королевы[фр.]», трёхактная комическая опера по либретто Анри де Сен-Жоржа
- 11 ноября 1848 — «Андоррская долина[англ.]», комическая опера по либретто Анри де Сен-Жоржа (имела большой успех, выдержала 165 представлений)
- 1850 — «Буря» (по итальянскому либретто на основе одноимённой пьесы Уильяма Шекспира)
- 1850 — «Пиковая дама» (фр.  La dame de piqued, по повести Александра Пушкина в переводе Проспера Мериме)
- 23 апреля 1852, Опера Ле Пелетье — «Вечный жид[англ.]», большая опера по либретто Эжена Скриба и Анри де Сен-Жоржа (выдержала 49 представлений)
- 1 сентября 1853, Опера-Комик, Зал Фавар — «Набоб[англ.]», трёхактная комическая опера по либретто Эжена Скриба (выдержала 38 представлений)
- 14 мая 1855, Театр-Лирик — «Индейская Ягуарита[англ.]», трёхактная комическая опера по либретто Анри де Сен-Жоржа и Адольфа де Лёвена
- 26 апреля 1856, Опера-Комик, Зал Фавар — «Валентина д’Обиньи[англ.]», трёхактная комическая опера по либретто Жюля Барбье и Мишеля Карре, последняя комическая опера композитора
- 17 марта 1858, Опера Ле Пелетье — «Волшебница[англ.]», большая опера в пяти актах по либретто Анри де Сен-Жоржа на основе легенд о Мелюзине (выдержала 45 представлений)
- 1858—1862 — «Ной», пятиактная опера по либретто Анри де Сен-Жоржа, была закончена после смерти композитора его зятем, Жоржем Бизе, однако не была принята к постановке.

### В других жанрах
Композитор писал также и балеты: премьера «Манон Леско» состоялась в театре Ле Пелетье 3 мая 1830 года (хореограф — Ж.-П. Омер).
В 1849 году Галеви написал кантату «Прометей прикованный» (фр. Prométhée enchaîné; либретто по Эсхилу), где в Хоре океанид экспериментировал с четвертитонами, которые, впрочем, не произвели на публику ожидаемого эффекта.